# Janina Wyczesany
Janina Wyczesany – polska pedagog, profesor nauk humanistycznych.

## Życiorys
W 1964 r. ukończyła studia pedagogiczne w Wyższej Szkole Pedagogicznej im. Komisji Edukacji Narodowej w Krakowie, w 1975 obroniła pracę doktorską, w 1986 otrzymała stopień doktora habilitowanego. W 1999 uzyskała tytuł profesora nauk humanistycznych.
Była zatrudniona w Tarnowskiej Szkole Wyższej z siedzibą w Tarnowie.
Pracuje w Wyższej Szkole Administracji w Bielsku-Białej.

## Odznaczenia
- Krzyż Kawalerski Orderu Odrodzenia Polski
- Medal Komisji Edukacji Narodowej
- Medal Akademii Pedagogicznej im. KEN w Krakowie[3]